# Ella Robinson Merchant
Ella Robinson Merchant (Cedar Falls, 26 de septiembre de 1857 - Lincoln, 16 de junio de 1916) fue una editora y escritora estadounidense. Su padre era el Dr. William Robinson.
Su única obra literaria conocida fue Unveiling a Parallel: A Romance, novela de ciencia ficción de carácter feminista publicada en 1893, conjuntamente con Alice Ilgenfritz Jones y firmada con el seudónimo colectivo Two Women of the West («Dos mujeres de Oeste»). La novela describe la historia de un hombre que va a Marte en avión y allí estudia la sociedad de dos ciudades en dos países muy diferentes y hace la comparación: la segunda, situada en las montañas, es una ciudad sin clases sociales donde prevalecen los valores éticos y democráticos, muy diferente de la primera y también de la sociedad estadounidense de finales del siglo XIX.
Fue propietaria e impulsora de periódicos en los estados de Montana y de Iowa, junto con su marido, Lorenzo Stoddard Merchant. Cuando éste murió, ella continuó al frente de la cabecera Cedar Rapids Daily Republican. En 1898, se vendieron sus acciones y se dedicó a viajar, a Chicago, Luisiana y París, entre otros lugares, y también residió en Iowa, Nueva York y Washington. No tuvo hijos y su fortuna fue a parar a los hermanos de su marido, Frank Ivan Merchant y Kate Matilda Merchant, que tampoco tuvieron descendencia y legaron los recursos para crear una beca de estudios en la Universidad de Northern Iowa, todavía activa.